# Черњеу Инфериоре (Удине)
Черњеу Инфериоре је насеље у Италији у округу Удине, региону Фурланија-Јулијска крајина.
Према процени из 2011. у насељу је живело 53 становника. Насеље се налази на надморској висини од 269 м.